# De chorographia
Il De chorographia è un trattato di geografia, scritto da Pomponio Mela e pubblicato tra la fine del 43 e l'inizio del 44.

## Datazione
(Pomponio Mela, De chorographia, III, 49, traduzione di Giovanni Francesco Muratori)
Il principum maximus e gentium victor è Claudio, il cui trionfo sui Britanni fu celebrato nel febbraio 44. L'attesa della celebrazione, testimoniata nel brano citato, dimostra che Pomponio Mela pubblicò il De chorographia poco prima di tale avvenimento (terminus ante quem), alla fine del 43 o al più tardi all'inizio del 44.

## Contenuto

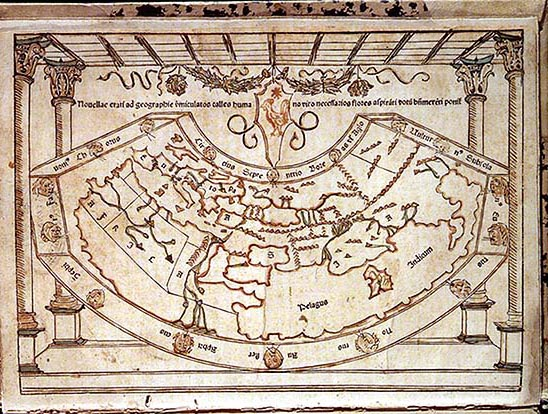
La mappa del mondo di Pomponio Mela secondo Petrus Bertius

Quella di Pomponio Mela è la più antica opera geografica conservata della letteratura latina, pervenuta nei codici con vari titoli: De chorographia ("Descrizione dei luoghi"), Cosmographia ("Descrizione del mondo") o anche De situ orbis ("La posizione della terra"). L'opera, come si può già evidenziare dai suoi titoli, intende descrivere il mondo conosciuto.
Pomponio Mela, nato con molta probabilità al limite massimo delle Colonne d'Ercole, subisce questo fascino per il mondo, i posti remoti e poco conosciuti. Infatti l'opera, secondo un gusto per le favole mitiche e per i fatti e le cose straordinarie, definisce quali possano essere i confini della terra descrivendo i luoghi più lontani: prendendo come punto di riferimento il Mediterraneo e partendo da Gibilterra segue in senso antiorario una descrizione dell'Ecumene, cioè dei luoghi abitati, in particolare quelli lungo le coste, mentre tratta più sommariamente i territori interni.
L'interesse descrittivo di Mela si concentra principalmente sulla descrizione fisica dei luoghi, ma talvolta descrive anche le città. Ai nostri occhi oggi, quello descritto da Mela non appare certo un mondo molto grande (pur essendo enorme rispetto alle conoscenze geografiche precedenti), ma bisogna tener conto che la tecnologia nautica dell'epoca non consentiva di attraversare gli oceani (anzi, anche nel Mediterraneo si preferiva bordeggiare la costa ogni volta che fosse stato possibile, con la tecnica del cabotaggio) e scarso era l'interesse anche verso l'Africa — o, più precisamente, verso l'Africa subsahariana — eccezion fatta per le coste del Mar Rosso, detto all'epoca Mare Eritreo, lungo il quale correva la Via dell'incenso, ben nota nell'antichità. Sicuramente anche la presenza del grande deserto non favoriva l'interesse dei Romani (analogamente al disimpegno di Alessandro Magno e dei suoi successori) verso una conquista politico-militare in quei luoghi, e le discipline geografiche, nonostante la volontà ellenistica di condurle sul piano di scienza oggettiva, si presentavano, in realtà, come una descrizione eminentemente "pratica" del territorio, seguendo il modello degli antichi Peripli che si basavano sulle osservazioni dei naviganti dalle coste del mare, quasi sempre senza nessuna curiosità per la geografia dell'entroterra.
L'opera ha uno stile caratterizzato da rapidità e concisione che fa credere che potesse essere un compendio destinato alle scuole o al grande pubblico; tuttavia, Mela si sforza di abbellire la nuda descrizione con clausole ritmiche che ne mostrano le pretese artistiche, anche se non mancano talvolta errori di stile e lessico dovuti all'incomprensione delle fonti, tra le quali si annoverano Cesare, Livio e Cornelio Nepote tra i Romani, Posidonio, Eratostene ed Erodoto (per i fatti meravigliosi) tra i Greci. Proprio in base a Erodoto, sono inserite rare digressioni a carattere storico o letterario o anche etnografico, in parte per l'esigenza di spezzare la monotonia dell'arido tecnicismo della materia.
Pomponio Mela è uno dei più antichi scrittori che parla della Cina, con la definizione: «Seres genus plenum iustitiae» (De chorographia, III, 60), che si potrebbe tradurre "i Cinesi sono un popolo pieno di giustizia" oppure "con un grande rispetto per il diritto". Forse per questo motivo, Pomponio Mela è stato menzionato dal presidente cinese Xi Jinping al suo arrivo in Italia, in un articolo apparso in prima pagina sul Corriere della Sera il 23 marzo 2019.

## Edizioni
- I tre libri del sito, forma e misura del mondo, tradotto per messer Thomaso Porcacchi, In Vinegia, appresso Gabriel Giolito de' Ferrari, 1557.
- (LA, IT) Geografia. Libri tre, tradotti ed illustrati da Giovanni Francesco Muratori, Torino, dalla Stamperia reale, 1855.
- (LA) De chorographia libri tres, ad librorum manu scriptorum fidem edidit notisque criticis instruxit Gustavus Parthey, Berolini, in aedibus Friderici Nicolai (A. Effert & L. Lindtner), 1867.
- (LA) De chorographia libri tres, a cura di Karl Frick, Lipsiae, in aedibus B. G. Teubneri, 1880.
- (LA) De chorographia libri tres, Introduzione, edizione critica e commento a cura di Piergiorgio Parroni, Roma, Edizioni di storia e letteratura, 1984.
- (EN) Description of the World, traduzione di Frank E. Romer, Ann Arbor, The University of Michigan Press, 1998, ISBN 0-472-08452-6.